# Ovikens gamla kyrka
Ovikens gamla kyrka är en kyrkobyggnad i Oviken. Den är församlingskyrka för Ovikens församling i Härnösands stift.

## Historik
Ovikens gamla kyrka övergavs i samband med att Ovikens nya kyrka invigdes 1905. Nybygget hade motiverats med att sprickbildning i den gamla kyrkans murar inte till rimliga kostnader kunde repareras. En stark folkmening hade motsatt sig nybygget och redan 1908 togs ett initiativ till den gamla kyrkans konservering. Detta växte efterhand till en önskan om en restaurering.
Grosshandlare Ando och hans hustru Sigrid Wikström från Sundsvall, men med rötter i Oviken, skänkte 40 000 kronor vilket motsvarade nästan halva restaureringskostnaden. Beslut om restaurering togs i september 1931. Hela restaureringen skedde med extern finansiering och var alltigenom en gåva till Ovikens församling. Nästa största enskilda givare var fröken Mia Nilsson Östersund med 3 000 kr samt länsantikvarie Eric Festin, som skänkte hela sitt arvode på 3 000 kronor som restaureringens kulturhistoriska kontrollant. Återinvigningen gjordes på midsommaraftonen år 1935 av biskop Bohlin och Ovikens gamla kyrka är sedan dess församlingskyrka. Det kulturhistoriska värdet är stort då Ovikens pastorat under medeltiden var ett av de viktigaste i Jämtland. Detta framgår inte minst av att Ovikens kyrkoherde (1525–1563), Erik Andersson, blev anlitad av Gustav Vasa som reformator. Pastoratet omfattade då hela södra Jämtland, inklusive Klövsjö och Åsarna.

## Kyrkobyggnaden
Kyrkan byggdes på medeltiden. Det är oklart när den exakt började byggas, men en större nybyggnad ägde rum med påföljande återinvigning år 1503 av ärkebiskop Jakob Ulvsson. En större ombyggnad, under Per Olofsson i Dillne, ägde rum 1758–1763. Klockstapeln uppfördes av Jonas Granberg 1751–1752. Efter ombyggnaden på 1700-talet har Ovikens gamla kyrka ett rektangulärt långhus med valmat tak. Mot norr ligger sakristian. Runt kyrkogården löper en bogårdsmur från samma tid och i denna finns tre murade stigluckor, spåntäckta och försedda med originella trägrindar. Vid restaureringar har det påträffats rester av två äldre kyrkor.
Dörren till sakristian skapades 1750 av Olof Månberg. År 1933 tog man fram kalkmålningar från 1500-talets mitt. De är av uppländsk typ.
Intill kyrkan ligger Logården, traktens hembygdsgård.

## Inventarier
Kyrkan har en predikstol, gjord år 1760 av Johan Edler d.ä.. Den pryds av ett timglas med en dödskalle. Kyrkans altarring samt pyramider gjordes år 1737–1738 och altaruppsatsen tillverkades år 1759 av Jonas Granberg. Altaruppsatsen har treenigheten som teologiskt innehåll. Själva altaruppsättningen och troligen även altartavlan förgylldes och målades 1759 av Carl Hofverberg.
Bland inventarierna finns vidare en dopängel, utförd 1760 av Johan Edler d.ä., samt en mässhake från 1668. På södra väggen hänger ett epitafium över kapten Erik Gustaf Lilieskiöld. Kyrkans märkligaste föremål är det gamla altarskåpet av Peder Olofsson. Skåpet är en kopia av altarskåpet i Ljusdals kyrka, vilket kommer från Antwerpen. Enligt en noggrann utredning av Eva Höglund, med flera  beställdes ursprungligen ett mycket dyrbart flandriskt altarskåp av Ovikens församling. Skåpet tillverkades i Antwerpen. Oviken var vid denna tid ett centrum för Jämtlands andliga liv och det flandriska altarskåpet invigdes år 1503. I samband med reformationen beslutade landsprosten Erik Andersson att alla katolska inventarier skulle avlägsnas från Ovikens kyrka. Hans ekonomiska sinne hindrade dock att han lät förstöra skåpet, varmed det såldes omkring 1530 till Ljusdals kyrka. På 1650-talet gjorde Peder Olofsson i Ljusdal en kopia av detta skåp. Kopian hade beställts av Ovikens församling. Den blev inte lika förfinad som originalet. Det lades större vikt vid det evangeliska budskapet än vid den konstnärliga kvaliteten. Peder Olofsson var snickare, inte skulptör. I samband med restaureringen byggdes 1935 ny orgel  av J. Vesterlund, Lövsta bruk och inmonterades i det gamla höljet från orgel byggd 1793–1797 av Lars Fredrik Hammardahl. Den nuvarande orgeln byggdes 1967 av Grönlunds Orgelbyggeri AB, Gammelstad.
| Man I. Huvudverk | Man II. Öververk    | Pedal         | Koppel |
| ---------------- | ------------------- | ------------- | ------ |
| Kvintadena 16'   | Rörflöjt 8'         | Subbas 16'    | II/I   |
| Principal 8'     | Principal 4'        | Oktava 8'     | II/P   |
| Gedackt 8'       | Gedacktflöjt 4'     | Gedackt 8'    | I/P    |
| Oktava 4'        | Waldflöjt 2'        | Oktava 4'     |        |
| Spetsflöjt 4'    | Nasat 1 1/3         | Nachthorn 2'  |        |
| Kvinta 2 2/3'    | Scharf 2 chor       | Mixtur 3 chor |        |
| Oktava 2'        | Sesquialtera 2 chor | Basun 16'     |        |
| Mixtur 4-5 chor  | Krumhorn 8'         | Skalmeja 4'   |        |
| Trumpet 8'       | Tremulant           |               |        |

## Bilder

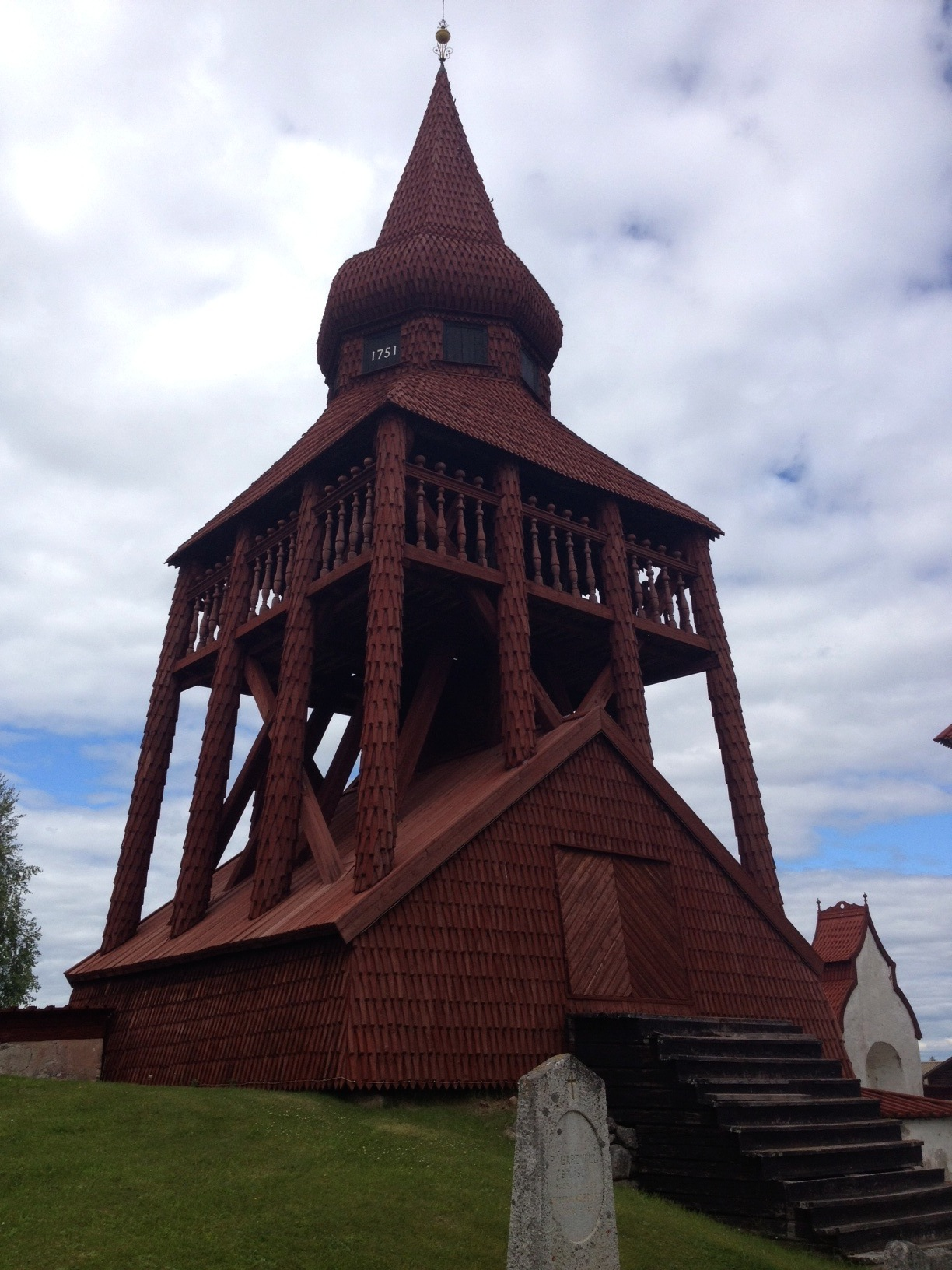
Klockstapeln vid Ovikens gamla kyrka.
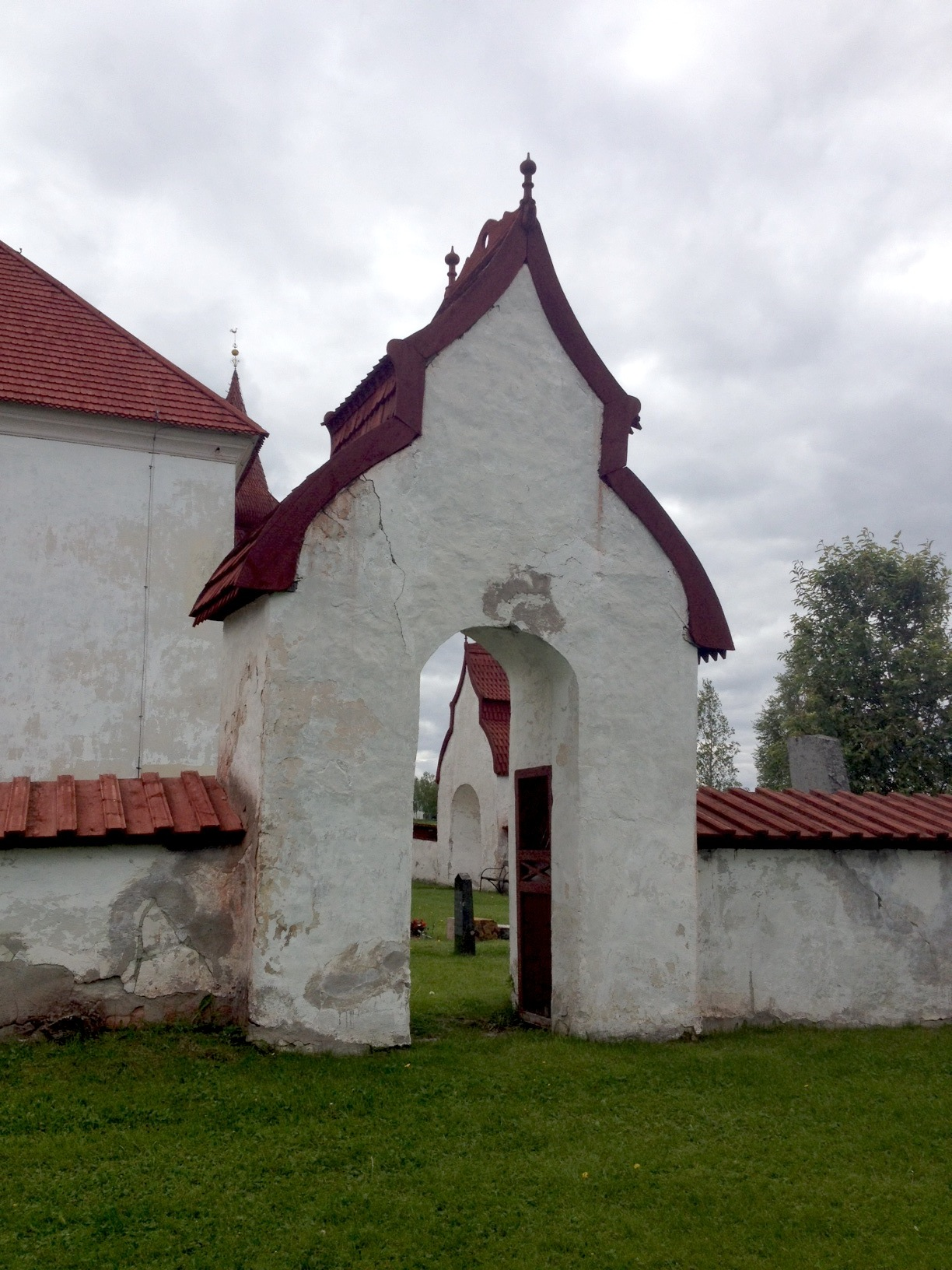
Parti av bogårdsmuren med de karaktäristiska stigluckorna.
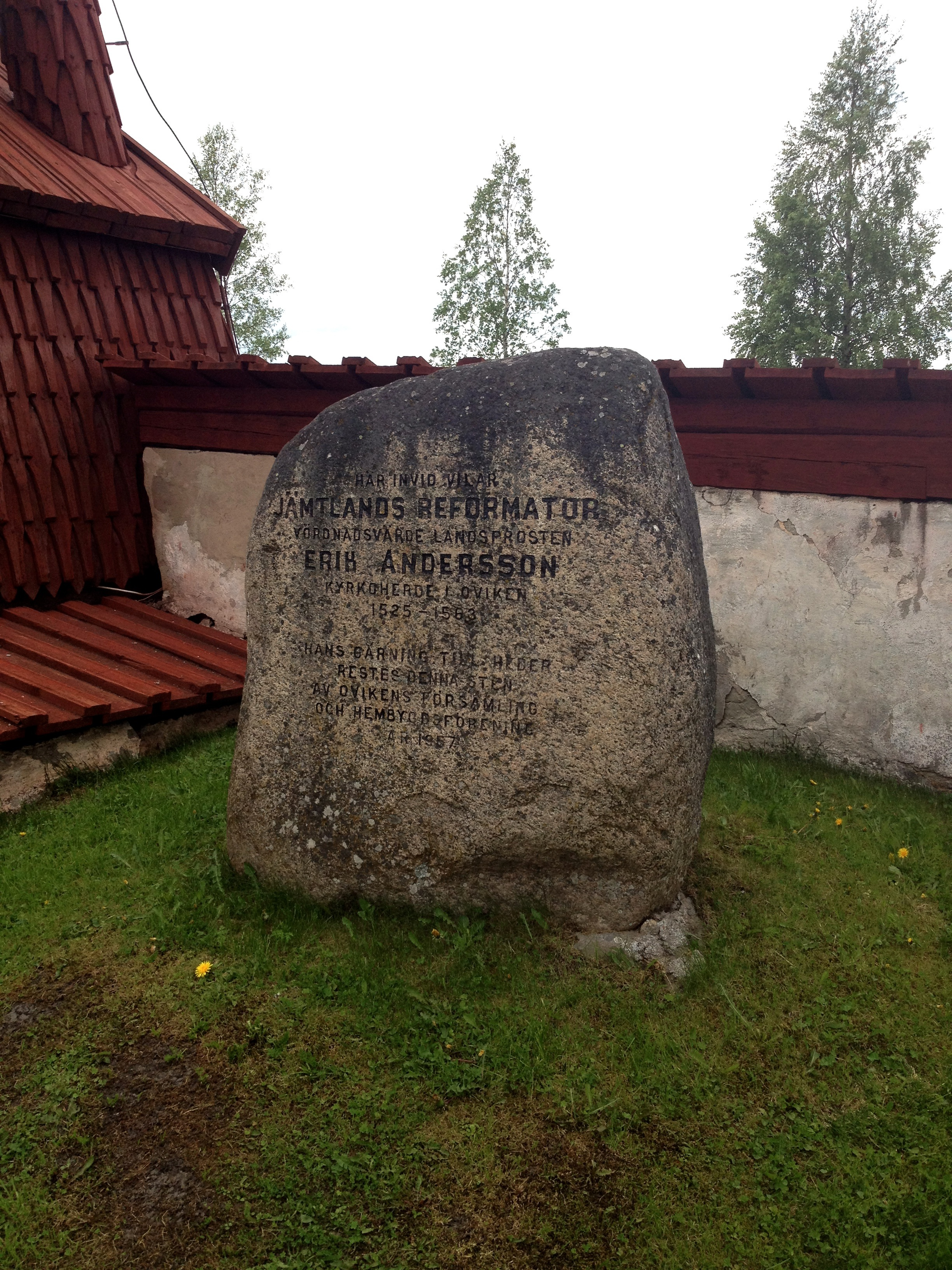
Minnesstenen över Erik Andersson.
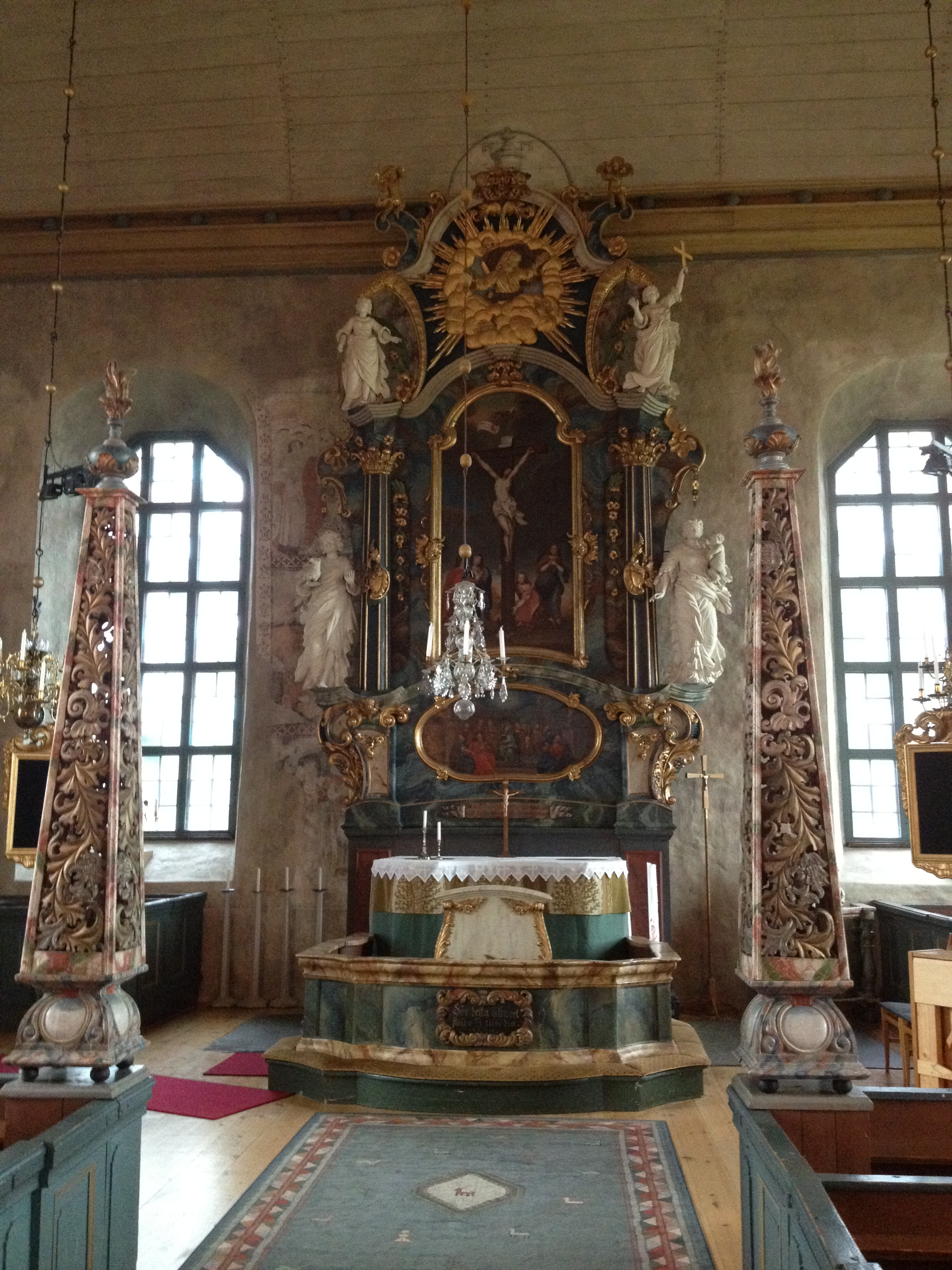
Altaret med målningen av Carl Hofverberg.
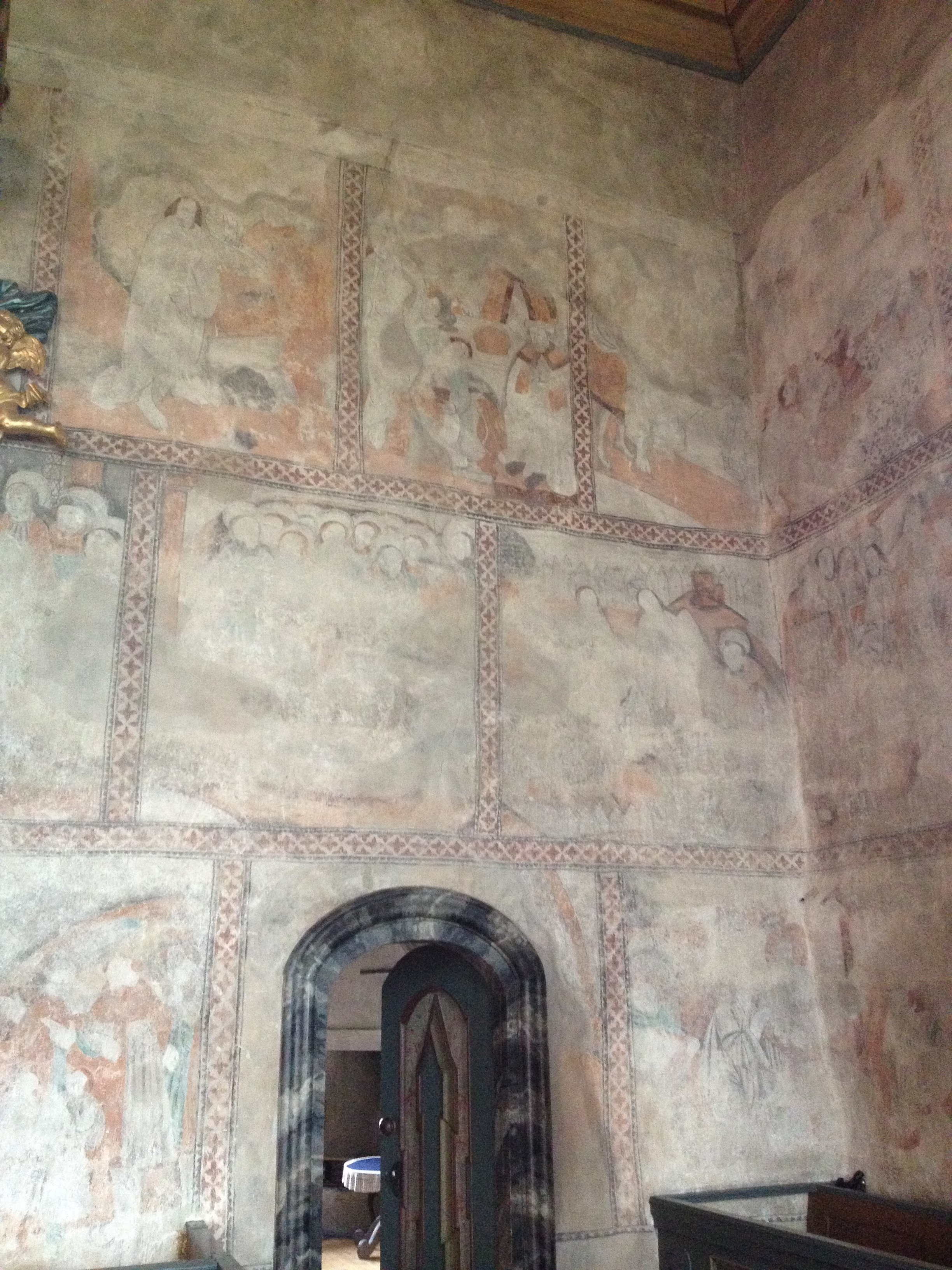
De bevarade kalkmålningarna från 1500-talet.
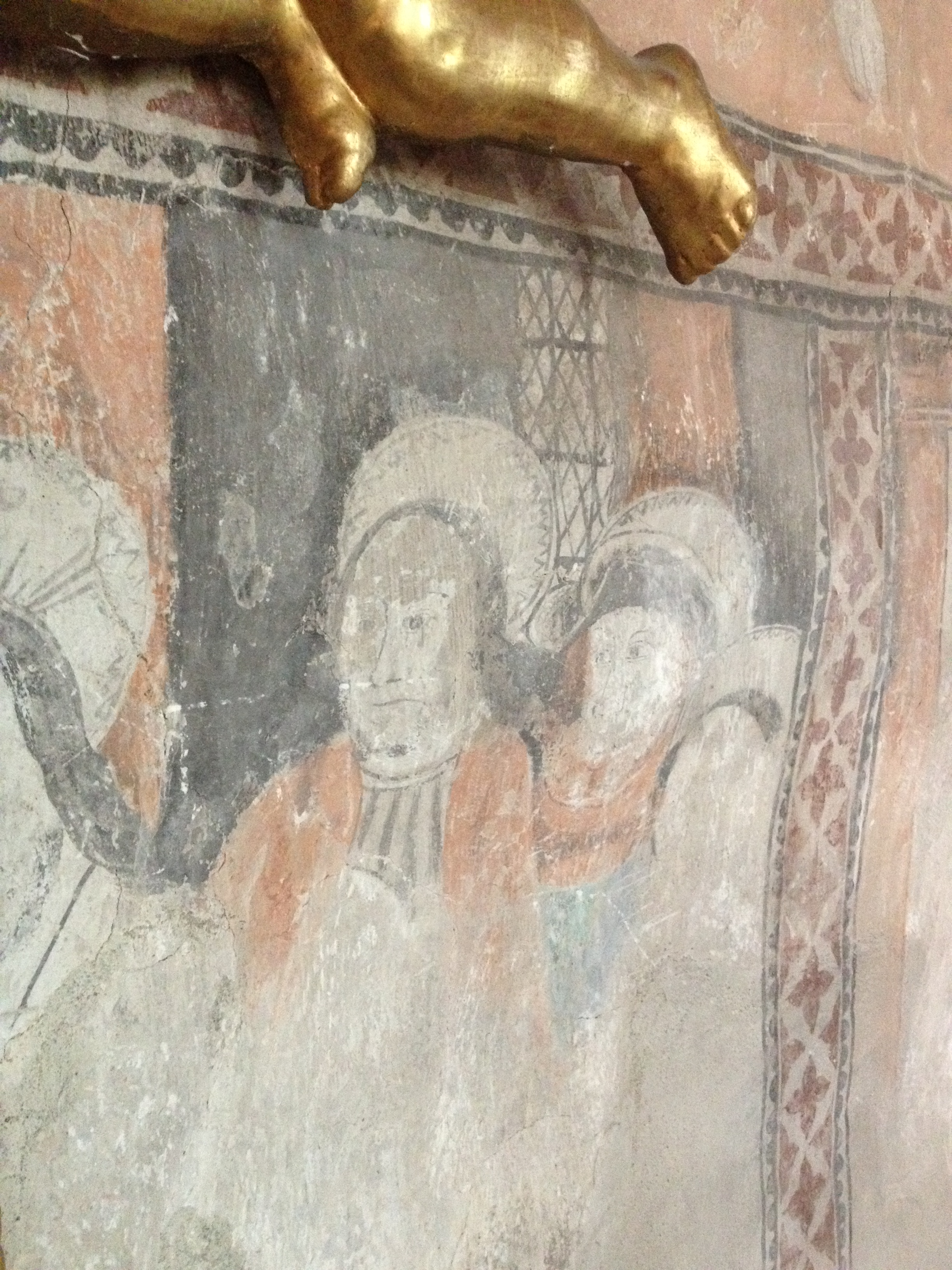
Detalj av kalkmålningarna på väggen bredvid predikstolen.
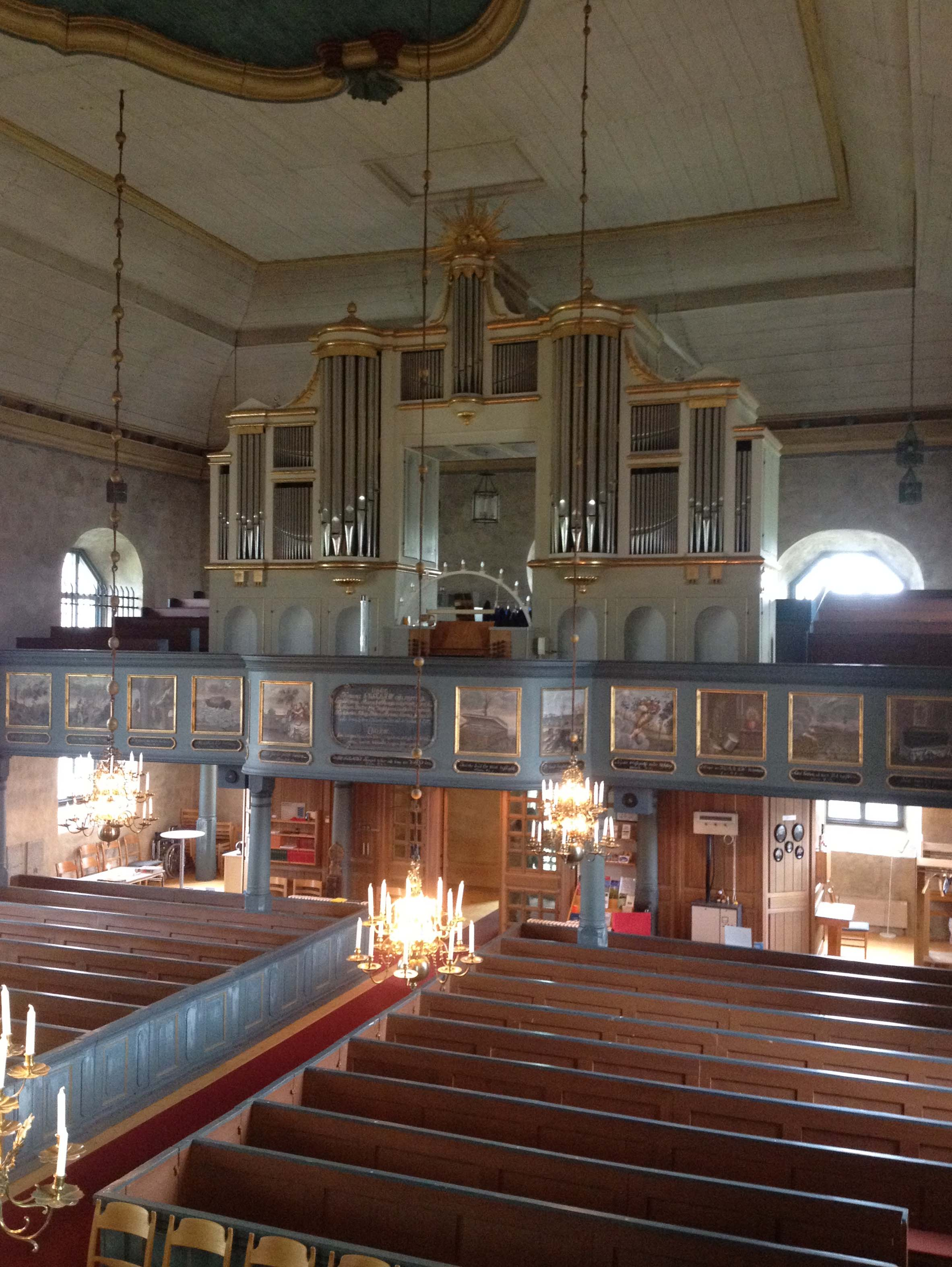
Orgeln.
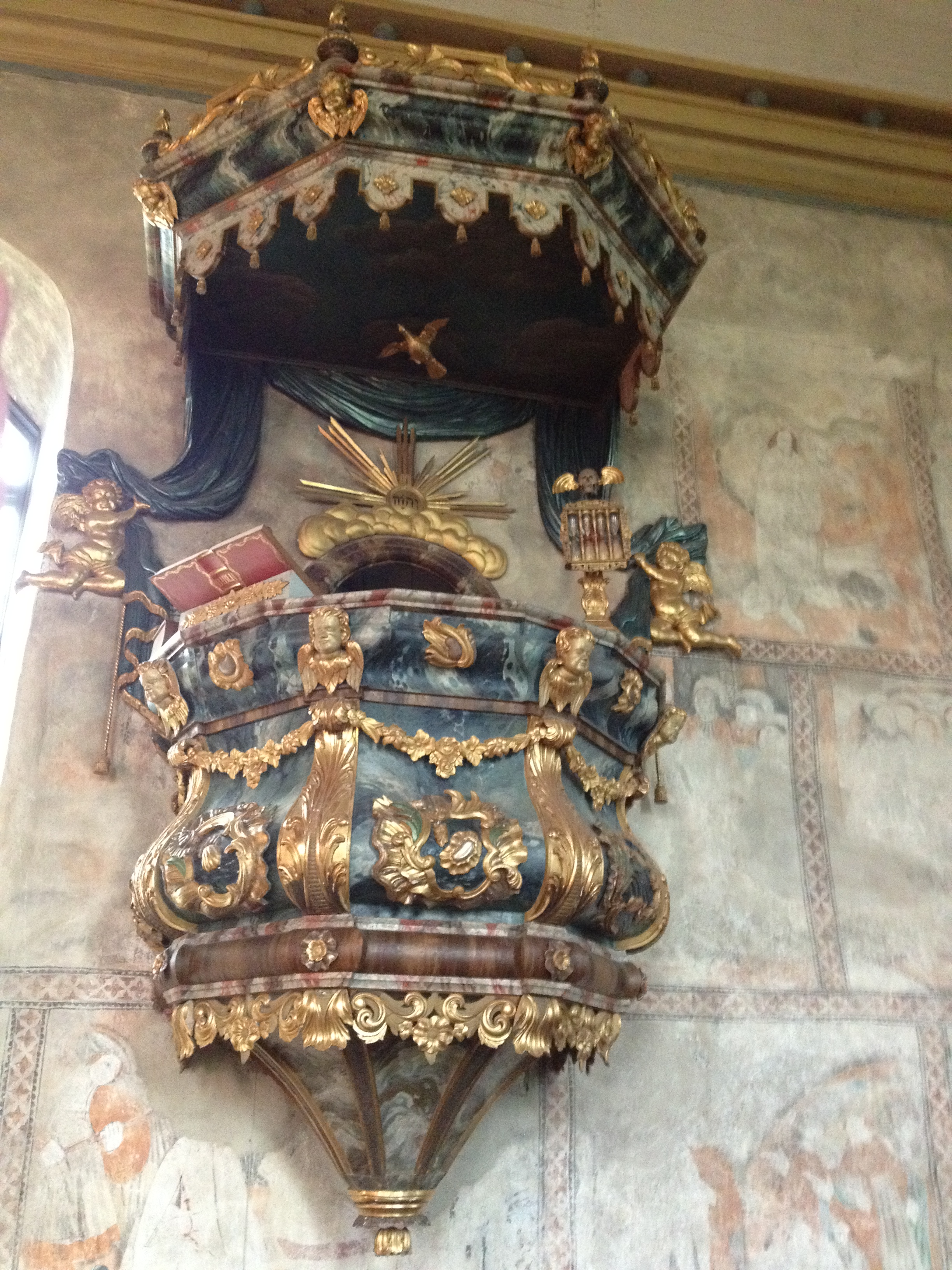
Predikstolen.
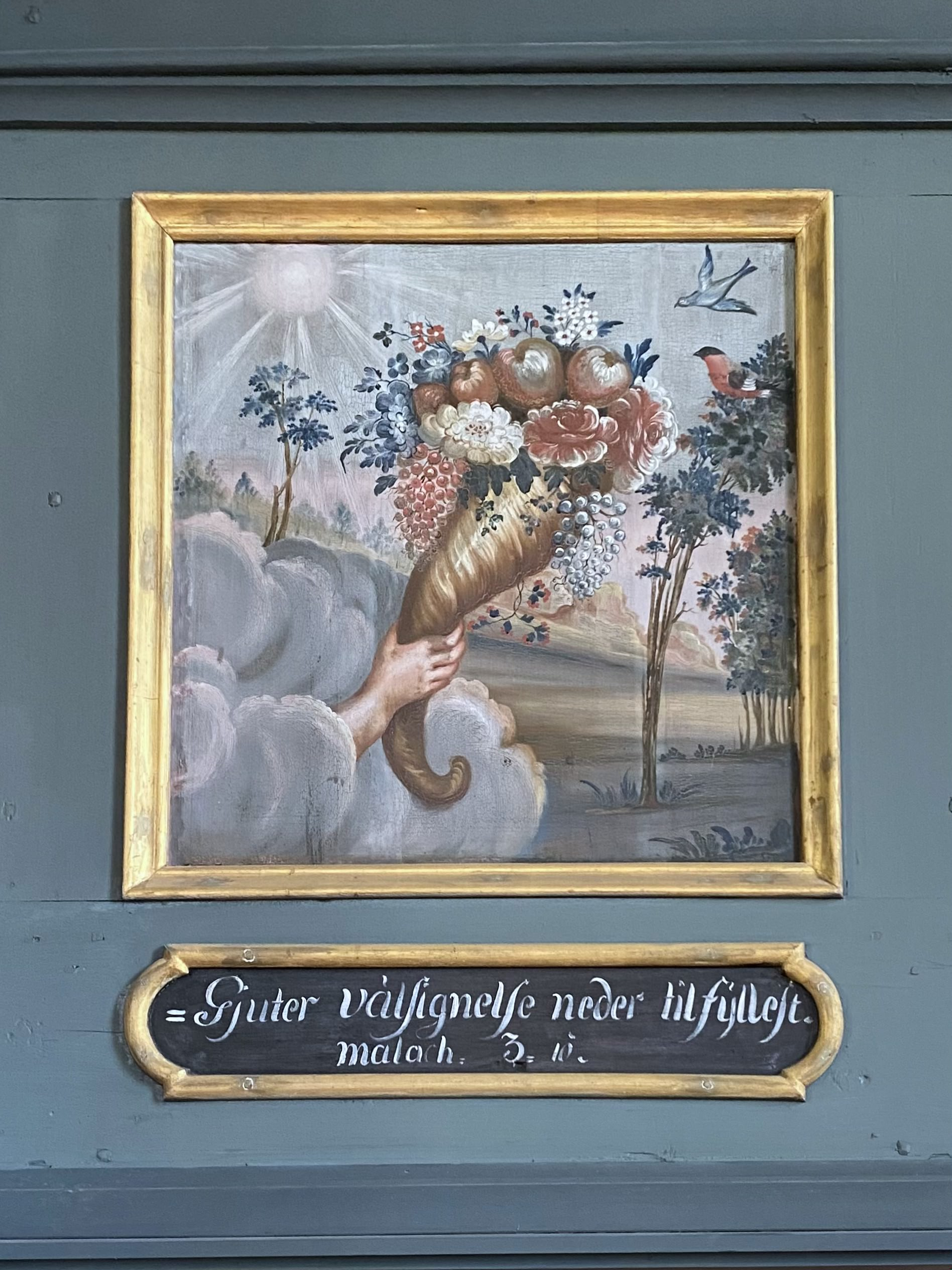
Ymnighetshorn på läktaren målat av Anders Berglin..
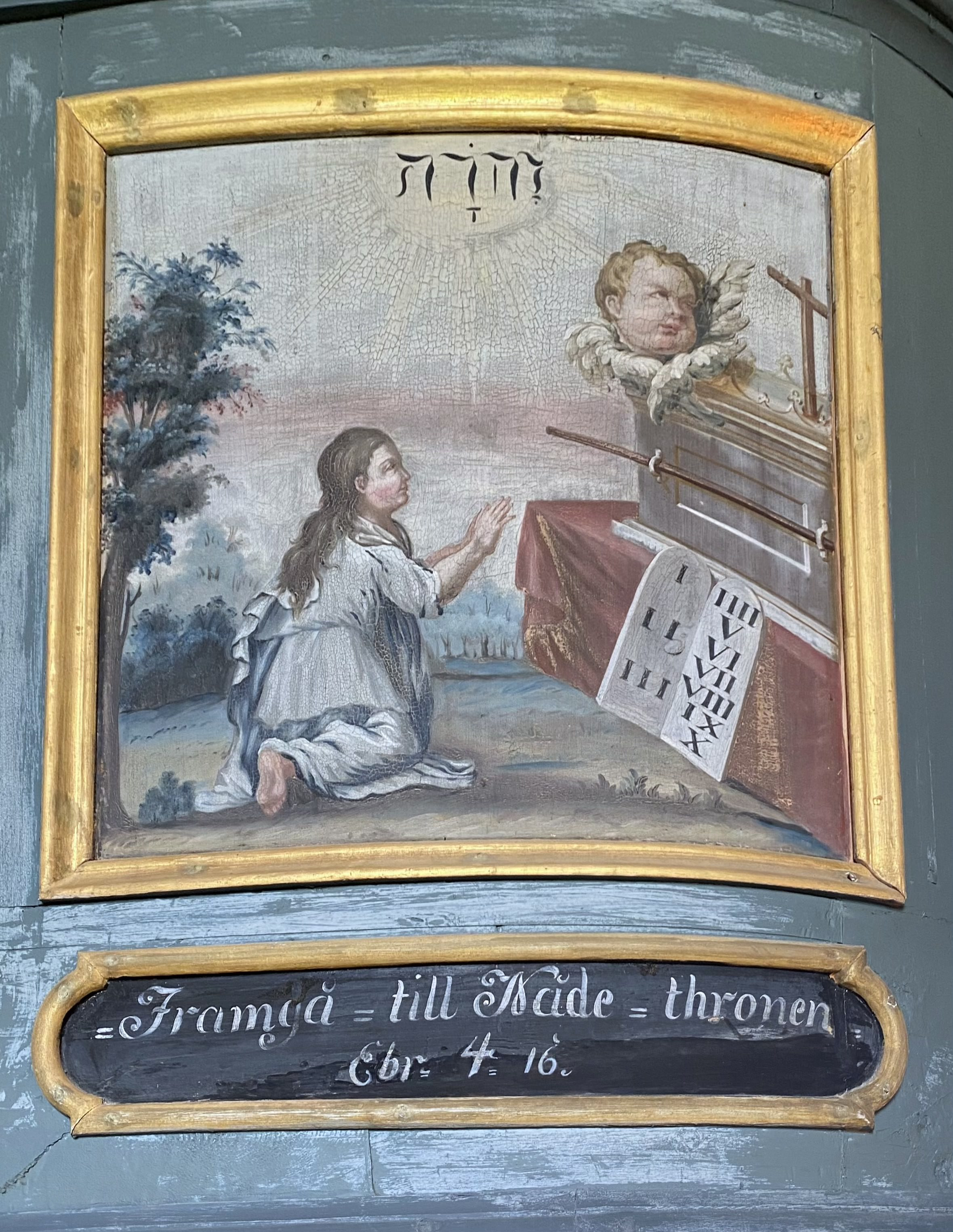
Detalj av motiv från läktaren målat av Anders Berglin.
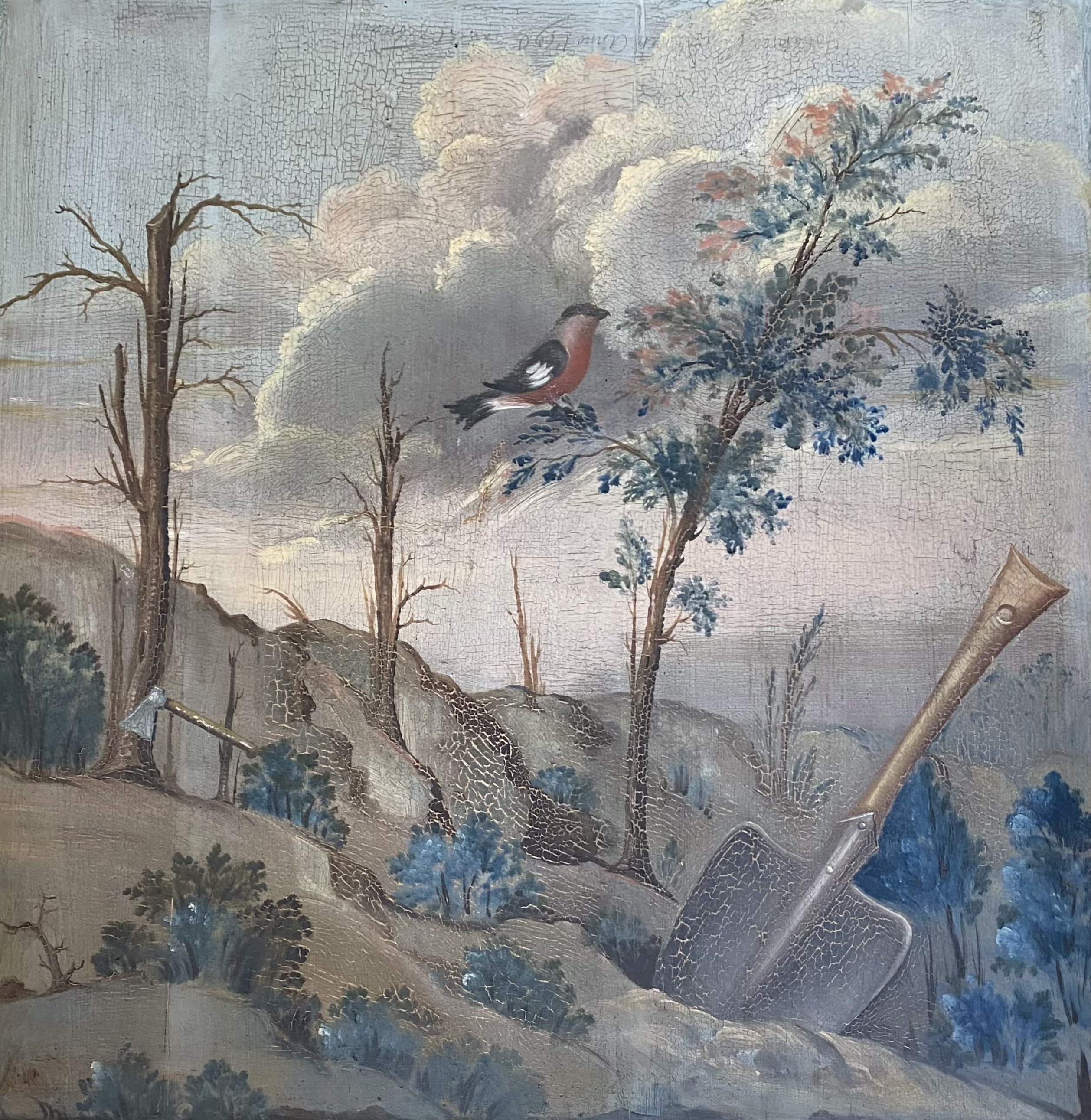
Motiv med domherre målat av Anders Berglin.

</gallery>